# Électrification en Afrique australe
L'électrification en Afrique australe désigne l'ensemble des processus, politiques et infrastructures visant à fournir l'accès à l'électricité aux populations de la région d'Afrique australe. Cette région, qui comprend principalement les pays membres de la Communauté de développement d'Afrique australe (SADC), présente des disparités importantes en matière d'accès à l'électricité, allant de taux très élevés dans certains pays développés à des niveaux beaucoup plus faibles dans les zones rurales et les pays les moins avancés.

## Contexte régional

### Géographie et démographie
L'Afrique australe comprend plusieurs pays aux profils énergétiques très différents. La région compte approximativement 180 millions d'habitants répartis dans des pays aux niveaux de développement économique variés, de l'Afrique du Sud industrialisée aux économies moins développées comme le Malawi ou le Mozambique.

### Organisation régionale
La région est organisée autour de la Communauté de développement d'Afrique australe (SADC), qui coordonne les politiques énergétiques régionales, et du Southern African Power Pool (SAPP), qui facilite les échanges d'électricité entre les pays membres.

## Situation par pays

### Pays à haut taux d'électrification

#### Afrique du Sud
L'Afrique du Sud présente l'un des taux d'électrification les plus élevés de la région, avec environ 90% de la population ayant accès à l'électricité. Le pays est également le principal producteur et exportateur d'électricité de la région, grâce à ses importantes capacités de production thermique basées sur le charbon.

#### Botswana
Le Botswana affiche un taux d'électrification de plus de 70%, bénéficiant de sa stabilité économique et de ses revenus miniers. Le pays importe une partie significative de son électricité depuis l'Afrique du Sud tout en développant ses propres capacités de production.

#### Eswatini
L'Eswatini se distingue avec un taux d'électrification de 85%, l'un des plus élevés d'Afrique subsaharienne. Malgré sa petite taille et sa dépendance aux importations d'électricité, le pays a réussi à étendre l'accès à l'électricité de manière remarquable.

### Pays à électrification intermédiaire

#### Namibie
La Namibie présente un taux d'électrification d'environ 60%, avec des disparités importantes entre les zones urbaines et rurales. Le pays développe activement ses capacités en énergies renouvelables, notamment solaire et éolienne.

#### Zambie
La Zambie dispose d'un taux d'électrification d'environ 45%, avec une forte dépendance à l'hydroélectricité. Le pays fait face à des défis liés à la variabilité climatique qui affecte sa production hydroélectrique.

### Pays à faible électrification

#### Malawi
Le Malawi présente l'un des taux d'électrification les plus faibles de la région, avec seulement environ 15-20% de la population ayant accès à l'électricité. L'électrification rurale reste un défi majeur.

#### Mozambique
Le Mozambique, malgré ses importantes ressources hydroélectriques et gazières, affiche un taux d'électrification d'environ 30%. Le pays exporte une partie significative de sa production électrique vers l'Afrique du Sud.

## Infrastructure régionale

### Southern African Power Pool (SAPP)
Le Southern African Power Pool (SAPP) est l'organisation qui coordonne les échanges d'électricité entre les pays d'Afrique australe. Créé en 1995, le SAPP facilite le commerce régional d'électricité et le développement d'infrastructures énergétiques communes.

### Interconnexions électriques
La région dispose d'un réseau d'interconnexions électriques permettant les échanges d'énergie entre les pays. Ces interconnexions incluent :
- La ligne Mozambique-Afrique du Sud (Cahora Bassa-Apollo)
- Les interconnexions entre l'Afrique du Sud et ses voisins (Botswana, Eswatini, Lesotho, Namibie)
- Les connexions entre la Zambie et ses voisins[11]

## Défis de l'électrification

### Disparités urbaines-rurales
L'un des principaux défis de l'électrification en Afrique australe réside dans les importantes disparités entre les zones urbaines et rurales. Alors que les centres urbains affichent souvent des taux d'électrification élevés, les zones rurales restent largement sous-desservies.

### Contraintes financières
Les investissements nécessaires pour étendre l'accès à l'électricité représentent un défi financier majeur pour de nombreux pays de la région. Les coûts d'extension du réseau électrique vers les zones rurales sont particulièrement élevés.

### Défis techniques
Les défis techniques incluent la fiabilité des réseaux électriques, la qualité de l'approvisionnement, et la nécessité de moderniser les infrastructures vieillissantes dans plusieurs pays de la région.

## Solutions et initiatives

### Programmes d'électrification rurale
Plusieurs pays ont mis en place des programmes spécifiques d'électrification rurale, souvent soutenus par des organisations internationales comme la Banque mondiale et la Banque africaine de développement.

### Énergies renouvelables décentralisées
Le développement des énergies renouvelables, notamment les systèmes solaires décentralisés, offre des solutions prometteuses pour l'électrification des zones rurales éloignées du réseau principal.

### Partenariats public-privé
De nombreux projets d'électrification sont développés dans le cadre de partenariats public-privé, permettant de mobiliser les capitaux privés pour accélérer l'extension de l'accès à l'électricité.

## Perspectives d'avenir

### Objectifs de développement durable
La région s'efforce d'atteindre l'Objectif de développement durable 7 des Nations Unies, qui vise à garantir l'accès de tous à une énergie abordable, fiable, durable et moderne d'ici 2030.

### Transition énergétique
L'Afrique australe s'engage progressivement dans une transition énergétique vers les énergies renouvelables, soutenue par la baisse des coûts des technologies solaires et éoliennes.

### Intégration régionale
Le renforcement de l'intégration énergétique régionale à travers le SAPP et le développement de nouvelles interconnexions devrait contribuer à améliorer la sécurité énergétique et l'accès à l'électricité dans toute la région.

## Impact socio-économique

### Développement économique
L'électrification joue un rôle crucial dans le développement économique de l'Afrique australe, permettant le développement industriel, l'amélioration de la productivité agricole et la création d'emplois.

### Amélioration des conditions de vie
L'accès à l'électricité améliore significativement les conditions de vie des populations, notamment en matière d'éducation, de santé et de sécurité. L'éclairage électrique permet aux enfants d'étudier le soir, tandis que l'électrification des centres de santé améliore la qualité des soins médicaux.

## Financement et coopération internationale

### Institutions financières
Plusieurs institutions financières internationales soutiennent les programmes d'électrification en Afrique australe, notamment :
- La Banque mondiale
- La Banque africaine de développement
- L'Agence française de développement
- La Banque européenne d'investissement[19]

### Coopération bilatérale
De nombreux pays développés soutiennent les efforts d'électrification à travers des programmes de coopération bilatérale et des initiatives de développement durable.